# حي شرق (الإسكندرية)
حي شرق الإسكندرية هو أحد أحياء مدينة الإسكندرية في مصر، أنشأ بقرار وزير الدولة للإدارة المحلية رقم 1341 لسنة 1965، بلغ عدد سكانه في 1 يوليو 2017 حوالي 1161759 نسمة مُقسمين إلى 594810 من الذكور، و566949 من الإناث، وينقسم إداريًا إلى إلى ثلاثة أقسام تضم 17 شياخة هي قسم سيدي جابر، قسم أول الرمل، وقسم ثان الرمل، يحده من الشمال البحر الأبيض المتوسط، ومن الشرق حي أول المنتزة، ومن الغرب حي وسط، ومن الجنوب محافظة البحيرة، ومن أهم المناطق السكنية بالحي باكوس، بولكلي، فلمنج، الظاهرية، جناكليس، جليم، كفر عبده، لوران، رشدي، سابا باشا، سان ستيفانو، سموحة، كليوباترا، أبيس، السيوف، زيزينيا، سيدي جابر، شدس، ستانلي، فيكتوريا.

## التقسيم الإداري
ينقسم حي شرق إداريًا إلى ثلاثة أقسام تضم 17 شياخة كالتالي:

### قسمسيدي جابر
بلغ عدد سكانه حوالي 252164 نسمة، ويتكون من الشياخات التالية:
- شياخة سيدي جابر.
- شياخة الرياضة.
- شياخة أبو النواتير.
- شياخة مصطفى كامل.
- شياخة عزبة سعد.
- شياخة النزهة

### قسم أول الرمل
بلغ عدد سكانه حوالي 277937 نسمة، ويتكون من الشياخات التالية:
- شياخة فلمنج.
- شياخة قصعي بحري.
- شياخة سان ستيفانو.
- شياخة قصعي قبلي.
- شياخة دنا.

### قسم ثان الرمل
بلغ عدد سكانه حوالي 631658 نسمة، ويتكون من الشياخات التالية:
- شياخة الظاهرية والصفيح.
- شياخة العاقصة وباكوس.
- شياخة زعربانة والحمام.
- شياخة حجر النواتية.
- شياخة المحروسة.
- شياخة أبيس وخورشيد.

## أهم المعالم
| - محطة قطار سيدي جابر. - كوبري ستانلي. - سان ستيفانو جراند بلازا. - متحف المجوهرات الملكية. - مجمع متاحف محمود سعيد. - قصر الصفا. - نادي سموحة |  | - قصر عزيزة فهمي. - قصر أنطونيادس. - مقابر مصطفى كامل. - جامعة الإسكندرية الأهلية. - جامعة فاروس بالإسكندرية. - حديقة حيوان الإسكندرية. - ديب مول. |

## معرض الصور

كوبري ستانلي
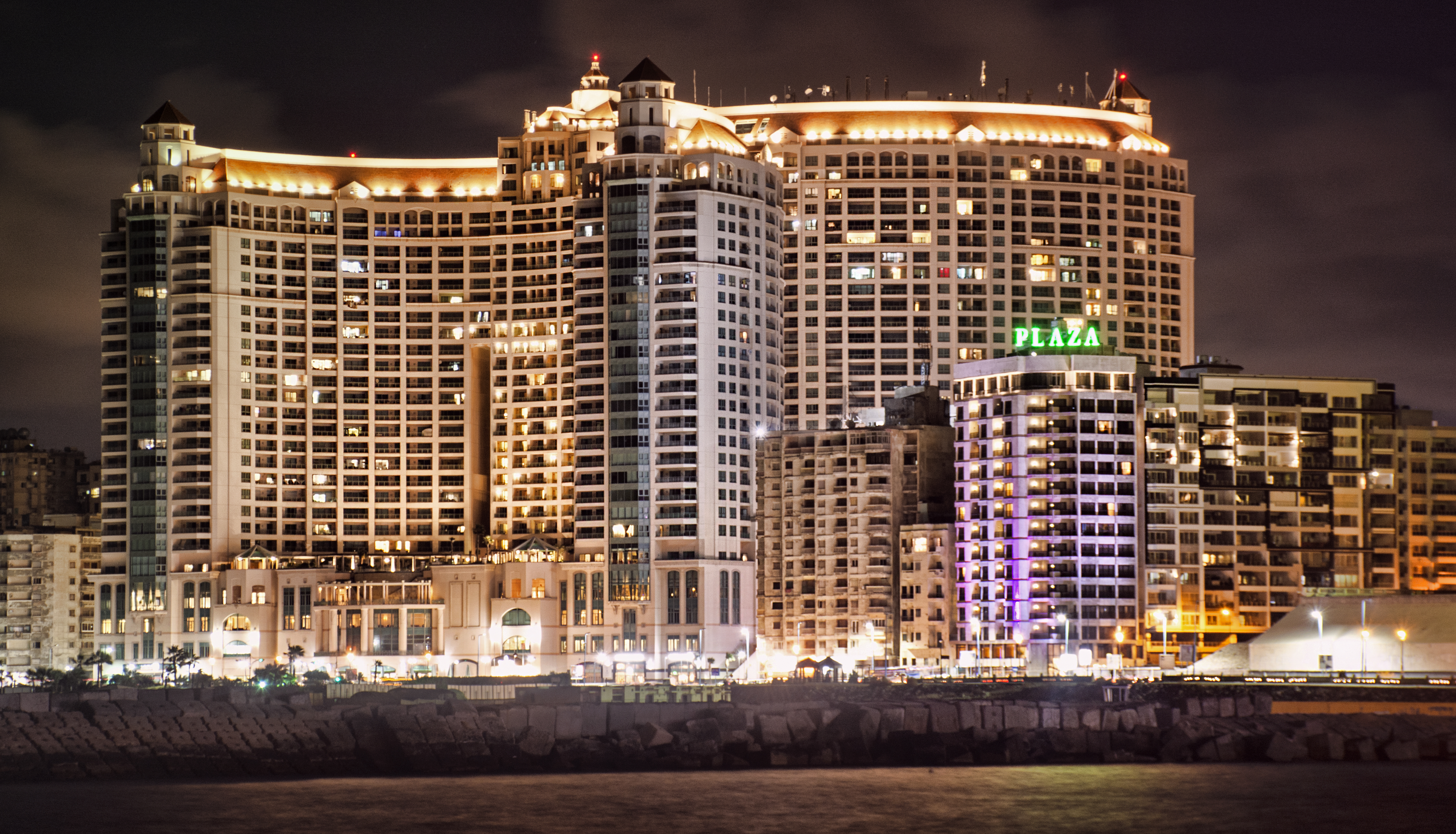
سان ستيفانو جراند بلازا
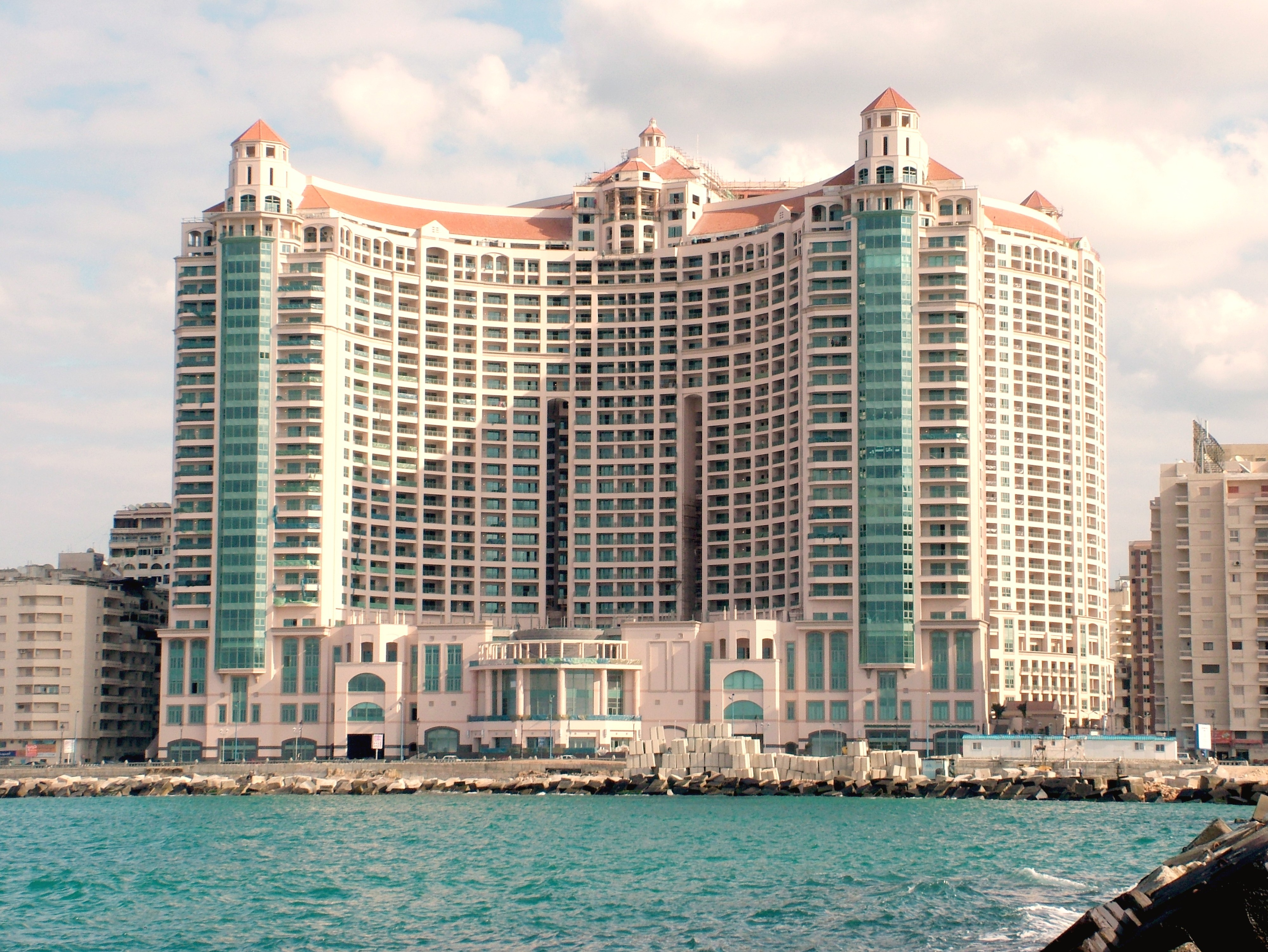
سان ستيفانو جراند بلازا
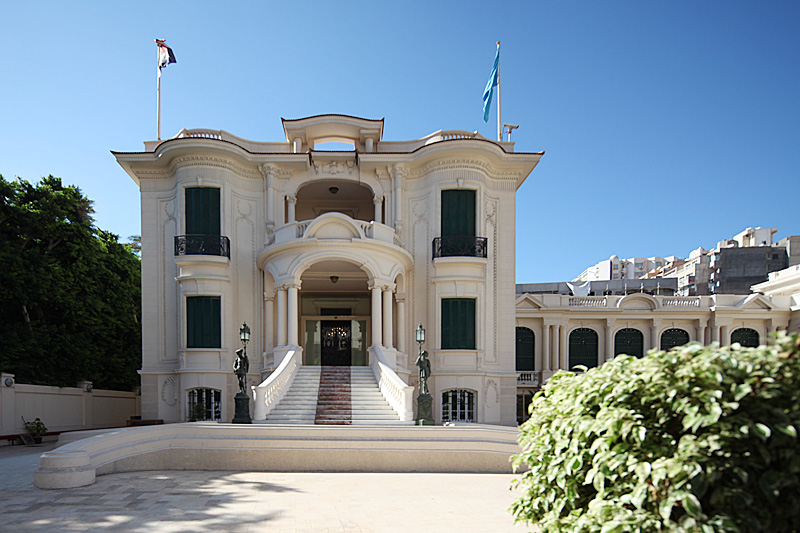
متحف المجوهرات الملكية
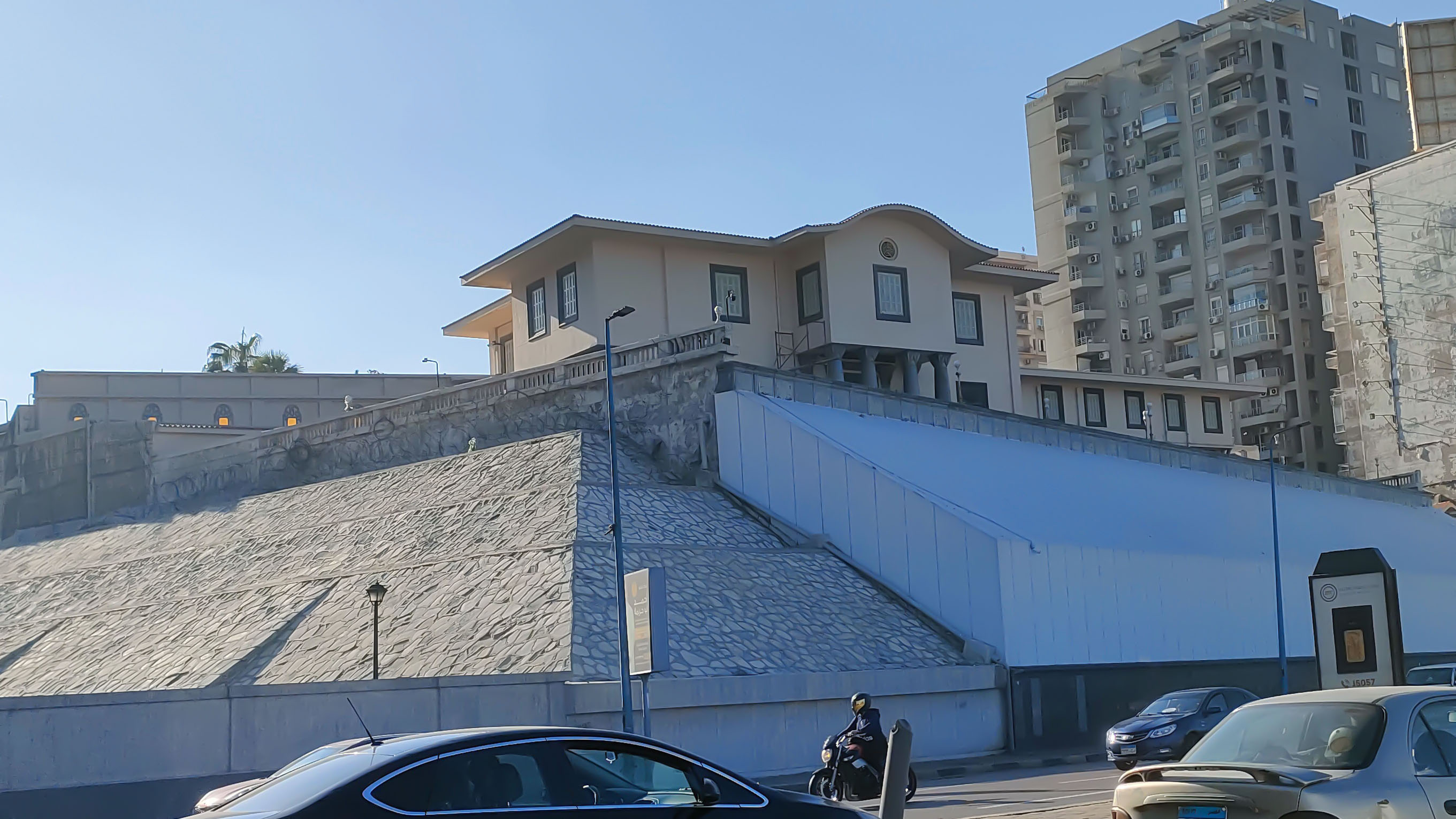
قصر الصفا
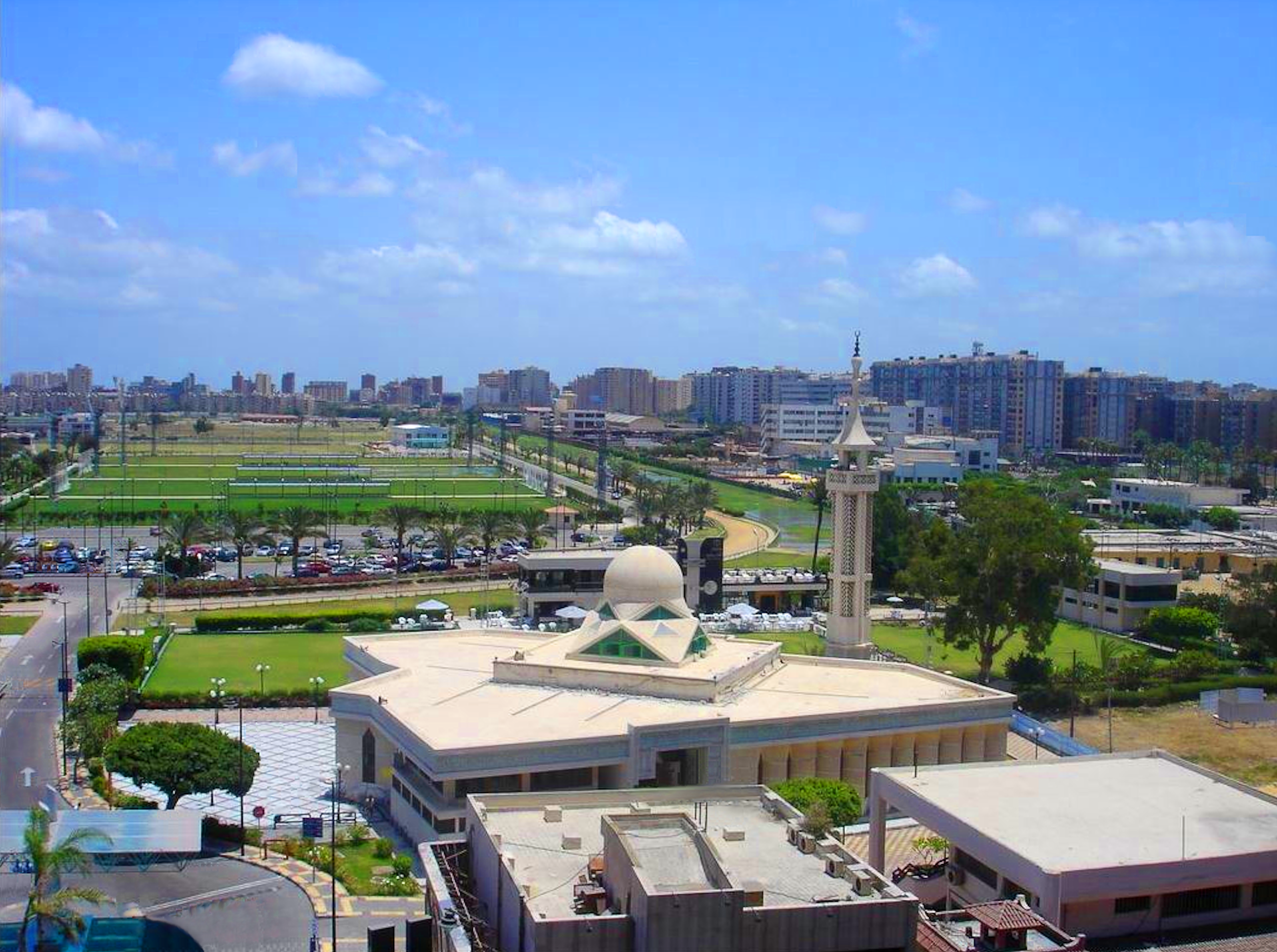
نادي سموحة
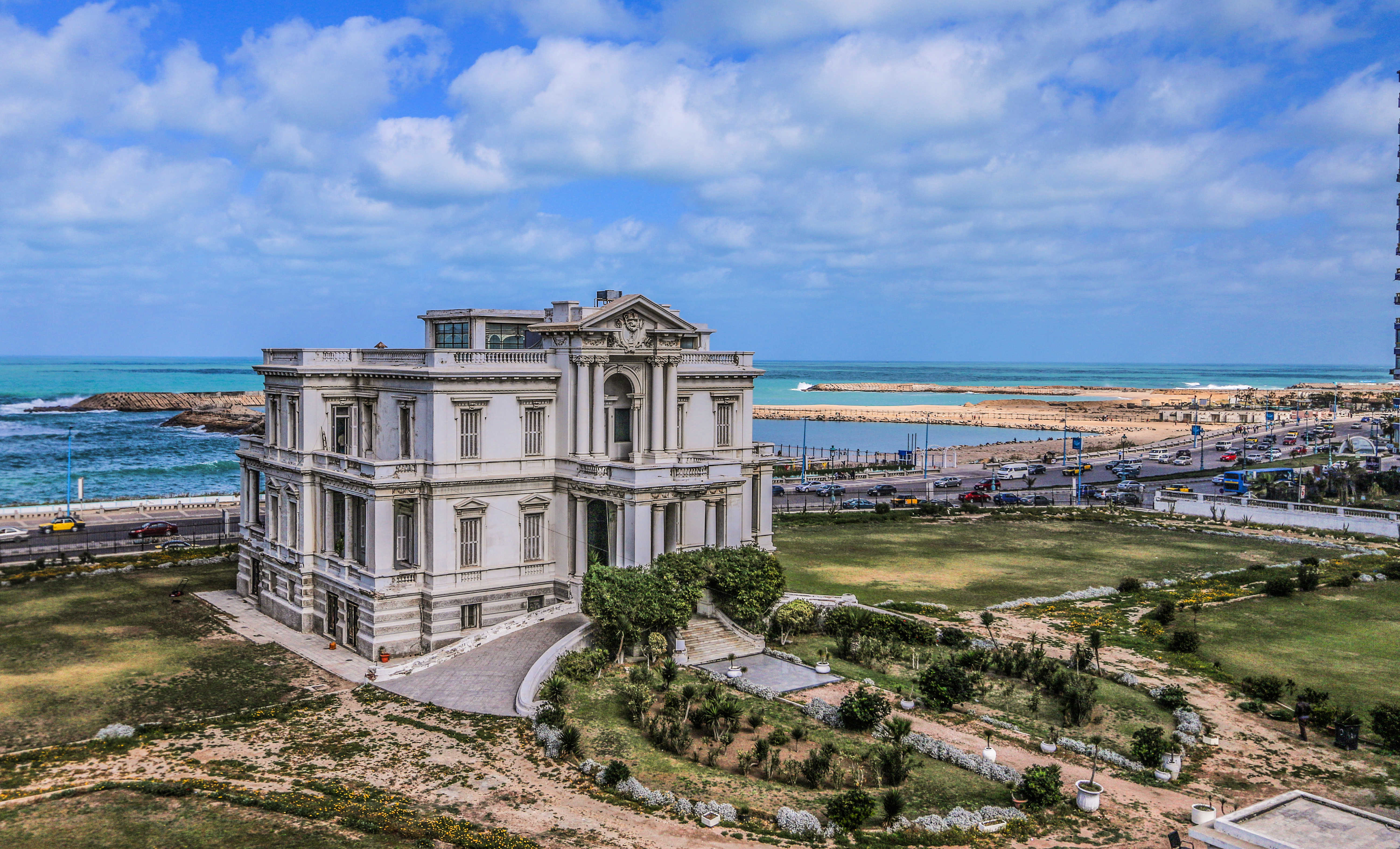
قصر عزيزة فهمي
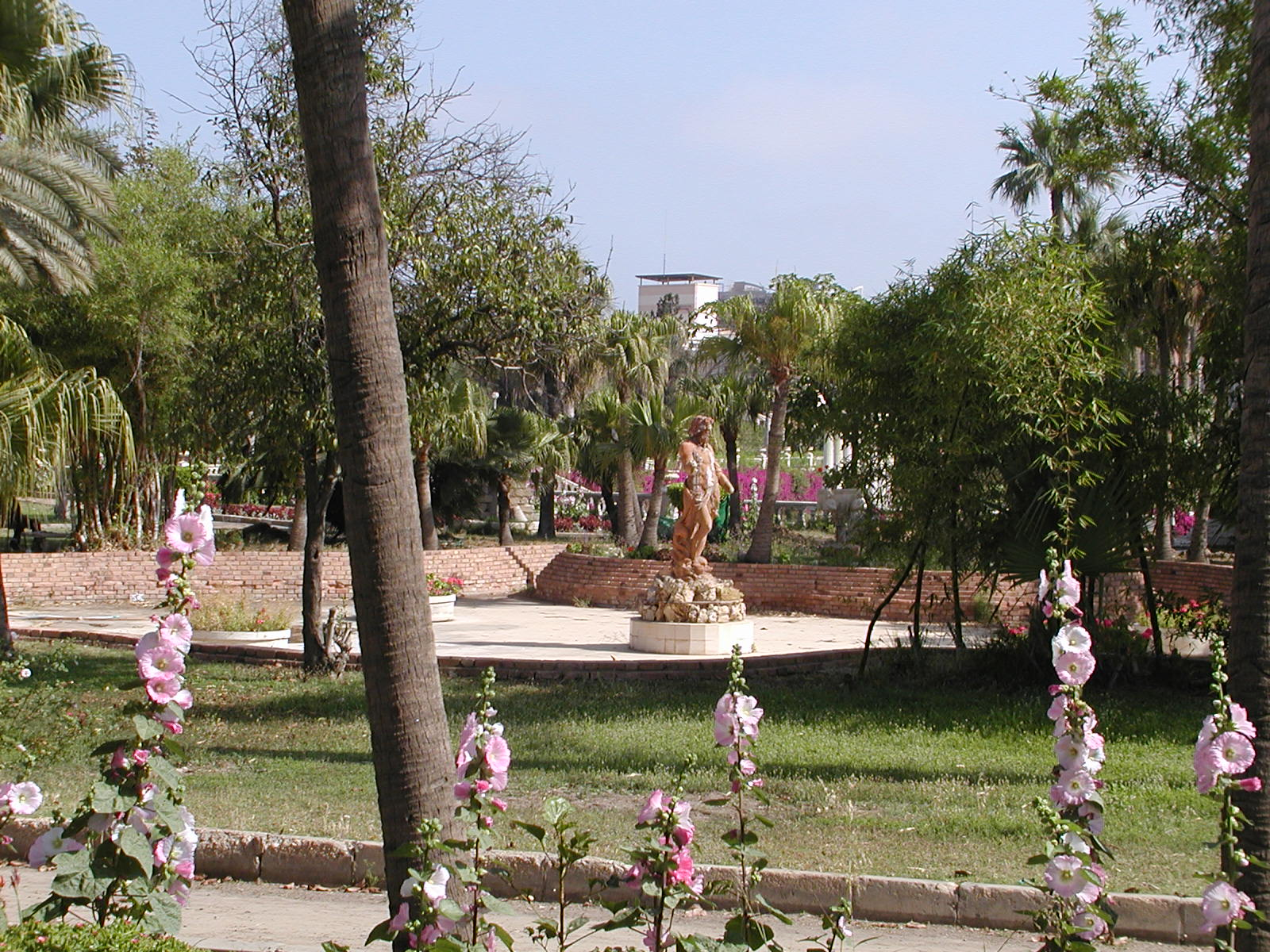
حدائق قصر أنطونيادس
مقابر مصطفى كامل
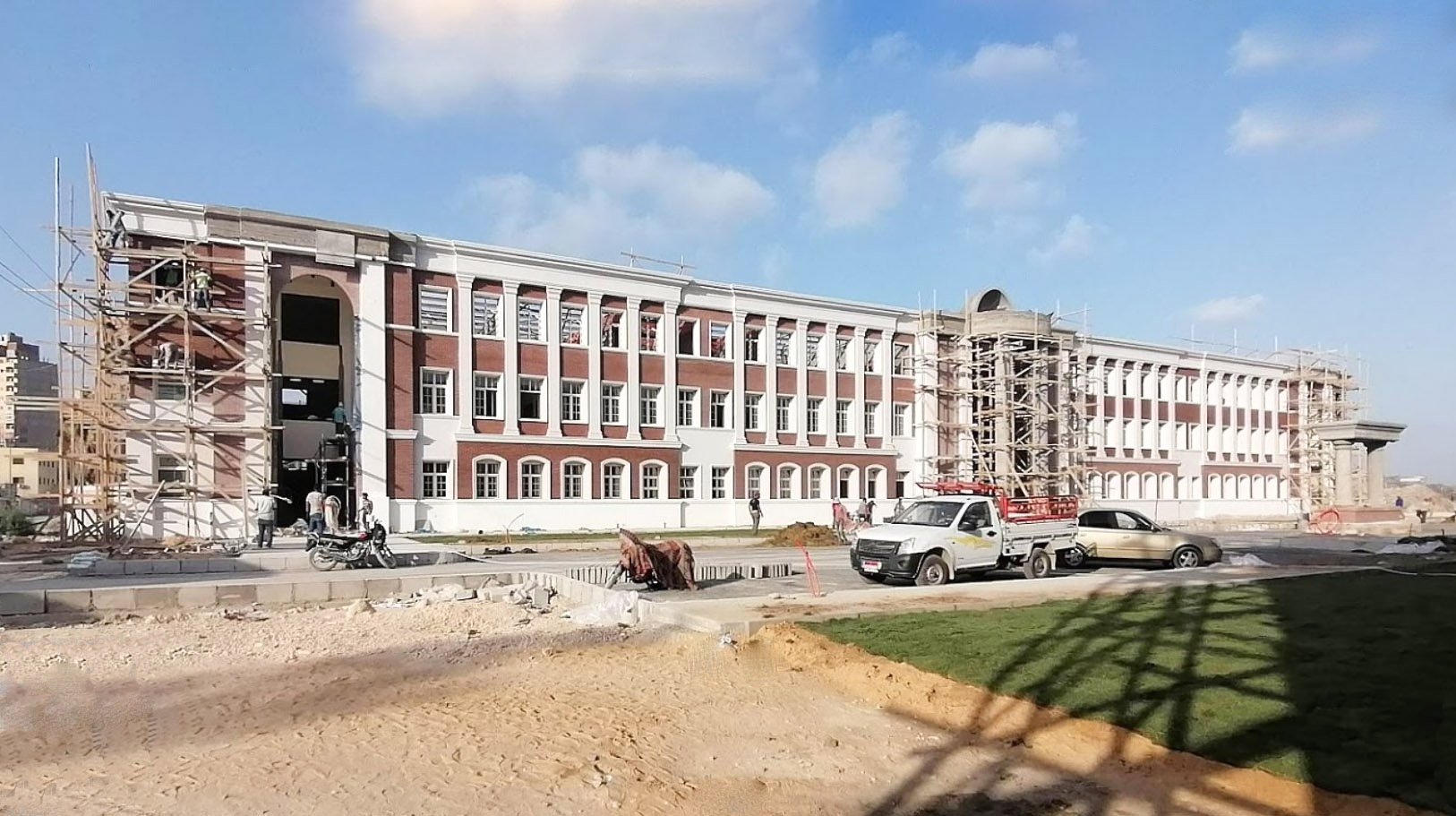
جامعة الإسكندرية الأهلية
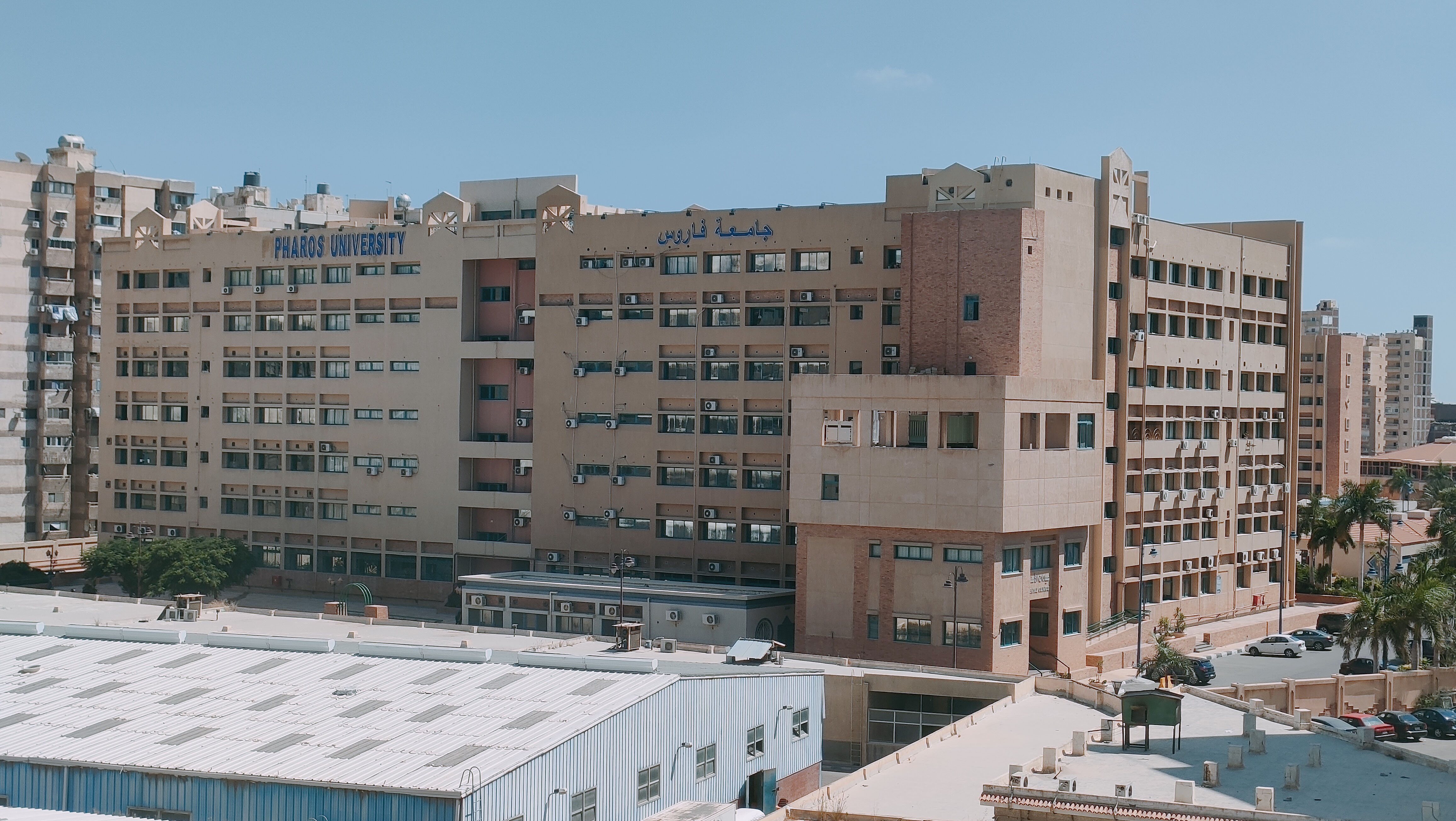
جامعة فاروس يالإسكندرية
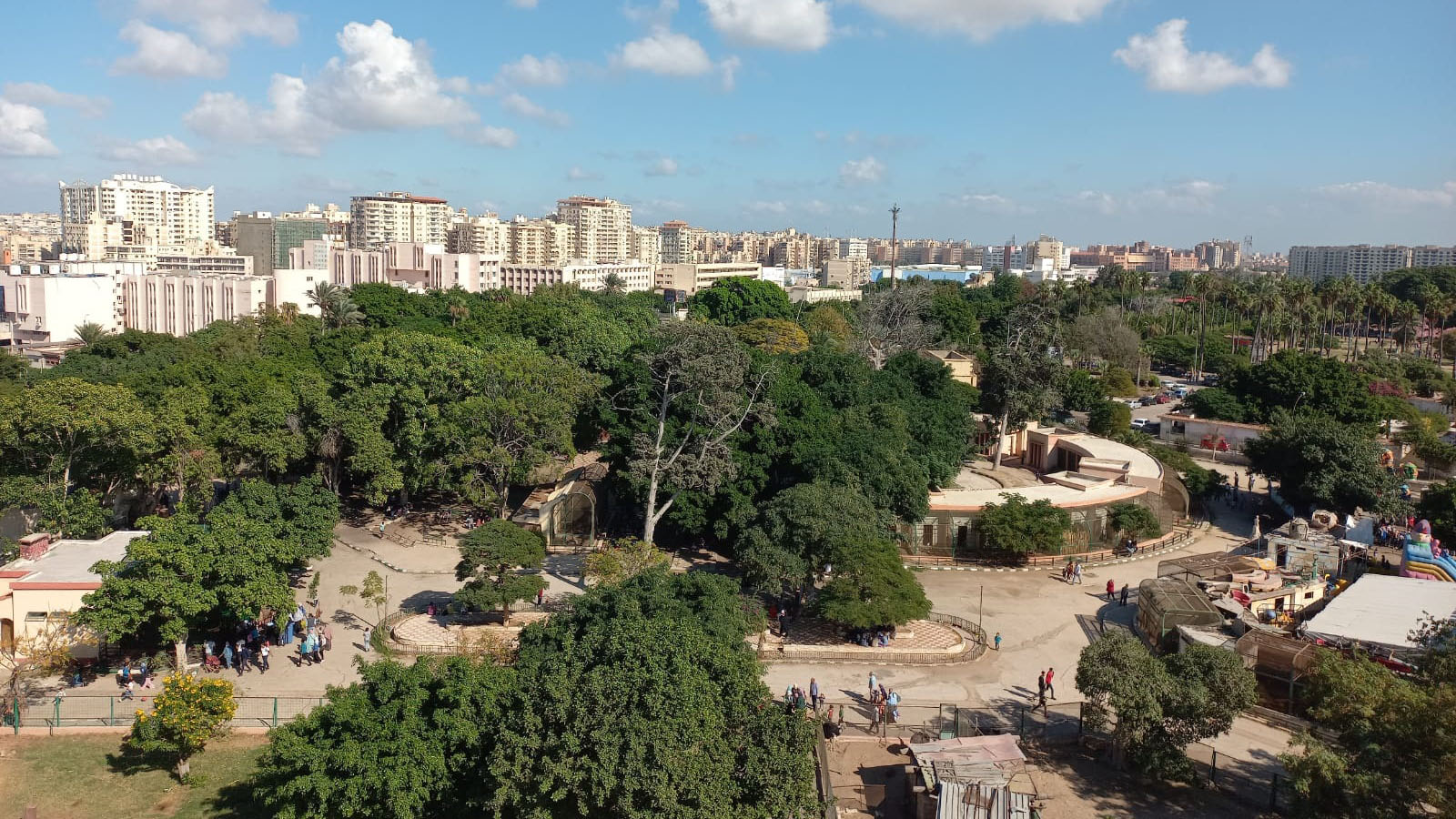
حديقة حيوان الإسكندرية

## وصلات خارجية
- الصفحة الرسمية لحي شرق على موقع فيس بوك